# Tutto chiede salvezza
Tutto chiede salvezza è un romanzo dello scrittore italiano Daniele Mencarelli, pubblicato nel 2020 da Arnoldo Mondadori Editore.
Il romanzo è risultato vincitore del premio Strega Giovani 2020, oltreché essere finalista nella LXXIV edizione del premio Strega.

## Trama
Basato su esperienze autobiografiche, il romanzo, ambientato durante l'estate del 1994, narra la storia di Daniele, un ragazzo che a seguito di una crisi di rabbia, viene sottoposto ad un trattamento sanitario obbligatorio in un reparto di psichiatria.
I suoi cinque compagni di stanza vengono descritti come personaggi strani, inquietanti e al tempo stesso teneri e molto saggi, travolti dalle avversità della vita esattamente come lui. Accomunati dall'esperienza del ricovero, in cui subiscono l'indifferenza dei medici e la paura degli infermieri, costruiscono un senso di fratellanza e un bisogno di sostegno reciproco.

## Edizioni
- Daniele Mencarelli, Tutto chiede salvezza, Milano, Mondadori, 2020, ISBN 9788835700159.

## Adattamenti
Il 14 ottobre 2022 è uscita sulla piattaforma Netflix la serie basata sul romanzo, con Federico Cesari nei panni del protagonista Daniele.